# Skala Glasgow (ostre zapalenie trzustki)
Skala punktacji Glasgow – skala stosowana w rozpoznawaniu ciężkiej postaci ostrego zapalenia trzustki. Oceny dokonuje się dwukrotnie – po 24 i 48 godzinach od początku objawów. Ciężkie zapalenie rozpoznaje się, gdy spełnione są co najmniej 3 z poniższych kryteriów.
| 1. | PaO2                     | <60 mmHg     |
| 2. | albumina w surowicy krwi | <3,2 g/dl    |
| 3. | wapń                     | <8 mg/dl     |
| 4. | liczba leukocytów        | >15 tys./mm³ |
| 5. | AspAT                    | >200 IU/l    |
| 6. | LDH                      | >600 IU/l    |
| 7. | glikemia                 | >180 mg/dl   |
| 8. | mocznik                  | >115 mg/dl   |